# انتقال الفيروسات الكبدية
يعد انتقال الفيروسات الكبدية بين كائناتها المضيفة الطبيعية، والبشر والرئيسيات والطيور بما في ذلك انتقال الفيروس ضمن المضيف بين الأنواع وعبرها، موضوع دراسة في علم الفيروسات.
تعد الفيروسات الكبدية عائلة من الفيروسات يمكن أن تسبب عدوى كبدية عند البشر والحيوانات. وهي المجموعة السابعة من الفيروسات التي تملك جينومًا ذو حمض نووي ريبوزي منقوص الأكسجين ثنائي الطاق وتنتسخ باستخدام المنتسخة العكسية. ميّزت هذه الإستراتيجية الفريدة في الانتساخ بالإضافة إلى جينومها الصغير جدًا وانتحاء مضيف ونسيجي ضيقين، ميزتها بما فيه الكفاية لتصنف في عائلة الفيروسات الكبدية. هناك جنسين معروفين:
- الفيروسات الكبدية السوية: مثل فيروس التهاب الكبد ب (HBV)
- الفيروسات الكبدية الطيرية: مثل فيروس التهاب الكبد ب عند الإوز (DHBV)

## الشجرة الوراثية
تشترك جميع فيروسات عائلة الفيروسات الكبدية بميزات متماثلة بما يخص تنظيم الجينوم وإستراتيجيات الانتساخ، من ناحية أخرى، تظهر هناك اختلافات بين الأنواع والأنماط الجينية والأنواع الفرعية المختلفة. تُحدد نوعية الأنواع إلى حد ما بدرجة دخول الفيروس بتوسط الجزء PreS1 من بروتين الغلاف الكبير L، الأمر الذي قد يكون وراء محدودية عدد الكائنات المضيفة لكل فيروس.

### فيروس التهاب الكبد السوي
تصيب فيروسات هذا النوع الحيوانات الثدية بما فيها الإنسان والقرود والقوارض، ضمن مجال ضيق من الكائنات المضيفة لكل فيروس. يعد الإنسان المضيف الطبيعي الوحيد لفيروس التهاب الكبد ب، يمكن أن يُعدى الشمبانزي بالفيروس مخبريًا. قُسم جنس الفيروسات الكبدية السوية إلى أربع أنواع منفصلة، فيروس التهاب الكبد ب البشري (HBV)، فيروس التهاب الكبد عند نقار الخشب (WHV)، وفيروس التهاب الكبد ب عند سنجاب الأرض (GSHV)، فيروس التهاب الكبد ب عند القرد الصوفي (WMHBV) كأنماط أولية، وفقًا لمجال الكائنات المضيفة في عدد محدود من الدراسات. بالاستناد إلى نتائج الدراسات الجزيئية المعتمدة على تفاعل أنزيم البوليمراز المتسلسل (PCR)، جمعت معلومات حول عدد الأنماط الجينية لفيروس التهاب الكبد ب وتوزعها الجغرافي بالإضافة إلى الطفرات التي تحدث بشكل طبيعي. حُدّدت ووجدت ثمانية أنماط جينية من فيروس التهاب الكبد ب، بدًا من (إي) وحتى (إتش) عند الإنسان وثلاثة أنماط جينية قريبة منه بين قرود مثل جبون وإنسان الغاب والشمبانزي، ثم قسمت الأنماط الجينية الثمانية للفيروس إلى ما لا يقل عن 24 تحت نمط جيني. مع إجراء تحاليل أخرى مختلفة، بما في ذلك تحليل الدنا المأشوب، أضيف النمط الجيني الحديث (جاي) ليكون أحد نسخ فيروس التهاب الكبد ب والذي ينحدر من الأنماط الجينية المعرفة عند الإنسان والقرود، والذي عُزل من مريض ياباني.

### فيروس التهاب الكبد الطيري
تصيب فيروسات هذا الجنس الطيور حصرًا، ومن أنماطها البدئية التهاب الكبد ب عند البط (DHBV) والتهاب الكبد ب عند البلشنونيات (HHBV). كُشف عن فيروسات التهاب الكبد الطيري عند العديد من أنواع البط. وبمثل فيروسات التهاب الكبد السوية، تملك فيروسات التهاب الكبد الطيري عددًا محدودًا من الكائنات المضيفة، أشيعها البط والإوز، ومن الكائنات المضيفة المحتملة الأخرى البلشون واللقلق والكركية.
الاختلاف بين الفيروسات الكبدية السوية والطيرية

### عدم تشابه تسلسل النوكليوتيدات
- اختلافات في حجم الجينوم حيث يكون جينوم الفيروسات الكبدية السوية عمومًا أكبر من جينوم الفيروسات الكبدية الطيرية
- تكون البروتينات الداخلية كبيرة عند الفيروسات الكبدية الطيرية مع غياب السطح M، بينما تكون الفريونات والخيوط غنية بالبروتينات L وتتكون الكرات الفارغة بالغالب من بروتينات S عند الفيروسات الكبدية السوية، أما بالنسبة للفيروس الكبدي ب عند البط فتتوزع البروتينات L وS بالتساوي بين أنماط الجسيمات[4]
- تقيّد نطاق الكائنات المضيفة (لتكون الثدييات مضيفة الفيروسات الكبدية السوية والطيور مضيفة الفيروسات الكبدية الطيرية)[5]
- إستراتيجيات غالبة مختلفة في الانتقال (الانتقال الأفقي بالنسبة للفيروسات الكبدية السوية والعمودي بالنسبة للفيروسات الكبدية الطيرية)

## انتقالها

### الفيروسات الكبدية السوية

#### بين البشر
- انتقال أفقي
  - انتقال مباشر
    - من شخص إلى شخص
    - عدوى من العاملين في الرعاية الصحية
    - الاتصال الجنسي
    - التعرض الحقني

  - انتقال غير مباشر
    - الممارسات الطبية غير الآمنة أو العقيمة
    - عمليات نقل الدم وغسيل الكلى

#### انتقال عمودي
- الفترة الولادية
- من الأم إلى نسلها

حتى عام 2000، سُجلت ما يزيد عن 5.2 مليون حالة إصابة بالتهاب الكبد ب الحاد، واستمرت بحالتها المزمنة عند ما يقارب 5% من سكان العالم. تُعد الإصابة بفيروس التهاب الكبد ب الأكثر شيوعًا بين فيروسات الكبد الأخرى. يمكن أن يسبب فيروس التهاب الكبد ب إصابة مزمنة في الكبد عند البشر، الأمر الذي أصبح قضية صحية عالمية، منذ أن النمط المزمن من الإصابة قد يؤدي إلى التليف أو الموت بسبب الفشل الكبدي في بعض الحالات، كما يعد السبب الأكبر وراء سرطانة الخلية الكبدية، مساهمًا بـ 60-80% من حالات الإصابة حول العالم.
ينتقل فيروس التهاب الكبد ب عن طريق الاتصال الحقني مع سوائل الجسم، مثل الدم واللمف أو التعرض الولادي بين الطفل والأم الحاملة للفيروس. كان من المعتقد أن الانتقال الولادي من الأم إلى الطفل وتأسيس حالة حاملة للفيروس وشديدة العدوى على مدى الحياة، هو الأمر المسؤول عن المعدلات المرتفعة من وبائية المرض في المناطق التي ينتشر فيها بشدة مثل جنوب وشرق آسيا بالإضافة إلى أفريقيا جنوب الصحراء الكبرى. وجد في العديد من الحالات أن حليب الإرضاع عند الأمهات المصابات بالتهاب الكبد ب، يحمل الفيروس بالمثل، إلا أنه لم تسجل أي حالات لانتقال الفيروس عن طريق الإرضاع حتى قبل توفر لقاح التهاب الكبد للأطفال.
الانتقال الأفقي: من خلال الاتصال المباشر مع سوائل الجسم الحاملة للفيروس، مثل الدم واللمف بطرق مثل الاتصال الجنسي أو عن طريق عامل في مجال الرعاية الصحية أو التعرض الحقني، وبطرق غير مباشرة من خلال عمليات نقل الدم وغسيل الكلى بالإضافة إلى الممارسات الطبية غير العقيمة أو الأدوات الملوثة.

### انتقال الفيروسات الكبدية الطيرية

#### بين البشر والطيور
لا يوجد هناك دليل على انتقال الفيروسات الكبدية الطيرية إلى الإنسان، إلا أن تصالب السلالات الطيرية من خلال الانتقال عبر الأنواع بين الكائنات المضيفة يمكن أن يشكل احتمالًا للانتقال بين الإنسان والطيور، مع الأخذ بعين الاعتبار أن العديد من الطيور تعد مصدر غذائي للبشر.